# Wspólnota Buddyjska Triratna
Wspólnota Buddyjska Triratna, dawniej: Przyjaciele Zachodniej Wspólnoty Buddyjskiej (ang. Friends of the Western Buddhist Order) – powstały w 1967 międzynarodowy uniwersalny ruch buddyjski, organizujący naukę medytacji buddyjskich, kursy odosobnienia, czy wykłady na temat buddyzmu.
Towarzystwo powołał do życia Sangharakszita – Anglik, który spędził szesnaście lat w Indiach jako mnich buddyjski. Przyjaciele Zachodniej Wspólnoty Buddyjskiej w latach siedemdziesiątych rozrośli się i od tej pory stali się jednym z czołowych ruchów buddyjskich na Zachodzie. W tej chwili liczą około osiemdziesięciu ośrodków w ponad dwudziestu krajach, m.in. w Anglii, Indiach, Australii czy Nowej Zelandii.
Towarzystwo posiada własny kodeks zasad działania:
- Działanie w trybie miłości,
- Zobowiązanie do praktyki duchowej,
- Autonomia
- Konsensus
- Hierarchia duchowa
- Działanie w harmonii
- Eksperymentowanie

Od 2008 roku w Polsce działa ośrodek Triratny o nazwie Sanghaloka, który mieści się w Krakowie, a w Warszawie prowadzone są cotygodniowe zajęcia z buddyzmu i medytacji.

## Kontrowersje
Wspólnota Buddyjska Triratna jest częstym obiektem krytyki w środowiskach buddyjskich na całym świecie. Główne zarzuty wobec niej dotyczą m.in. braku ścisłej linii przekazu, porzucenia struktury tradycyjnej Sanghi, kontrowersyjnych poglądów jej założyciela  i oskarżeń wobec niego (oraz innych członków wyższego szczebla) o nadużycia seksualne względem osób praktykujących w jej ośrodkach.

### Linia przekazu
Jak zauważył James William Coleman, pomimo że Sangharakszita podczas swego pobytu w Indiach pobierał nauki od uznanych buddyjskich nauczycieli, nie pracował z żadnym z nich na tyle blisko, aby moć być uznawanym za spadkobiercę Dharmy.
Triratna kompletnie odrzuca tradycyjny model Sanghi i zastępuje go „hierarchią duchową”, która bywa uznawana za problematyczną.
W 1985 r., w swoich „Listach z podróży”, Sangharakszita napisał o swoim przekonaniu, że „im mniej FWBO [obecnie: Triratna] wchodzi w relacje z innymi wspólnotami buddyjskimi i osobami powiązanymi z dotychczasowymi tradycjami buddyjskimi, tym lepiej”.